# André Bikey
André Stéphane Bikey-Amougou (Douala, 8 gennaio 1985) è un ex calciatore e allenatore di calcio camerunese, di ruolo difensore. Vice allenatore dell'Al-Taawoun.

## Statistiche

### Cronologia presenze e reti in Nazionale
| Cronologia completa delle presenze e delle reti in nazionale ― Camerun | Cronologia completa delle presenze e delle reti in nazionale ― Camerun | Cronologia completa delle presenze e delle reti in nazionale ― Camerun | Cronologia completa delle presenze e delle reti in nazionale ― Camerun | Cronologia completa delle presenze e delle reti in nazionale ― Camerun | Cronologia completa delle presenze e delle reti in nazionale ― Camerun | Cronologia completa delle presenze e delle reti in nazionale ― Camerun | Cronologia completa delle presenze e delle reti in nazionale ― Camerun |
| Data                                                                   | Città                                                                  | In casa                                                                | Risultato                                                              | Ospiti                                                                 | Competizione                                                           | Reti                                                                   | Note                                                                   |
| ---------------------------------------------------------------------- | ---------------------------------------------------------------------- | ---------------------------------------------------------------------- | ---------------------------------------------------------------------- | ---------------------------------------------------------------------- | ---------------------------------------------------------------------- | ---------------------------------------------------------------------- | ---------------------------------------------------------------------- |
| 25-1-2006                                                              | Il Cairo                                                               | Camerun                                                                | 2 – 0                                                                  | Togo                                                                   | Coppa d'Africa 2006 - 1º turno                                         | -                                                                      | 55’                                                                    |
| 29-1-2006                                                              | Il Cairo                                                               | Camerun                                                                | 2 – 0                                                                  | RD del Congo                                                           | Coppa d'Africa 2006 - 1º turno                                         | -                                                                      |                                                                        |
| 4-2-2006                                                               | Il Cairo                                                               | Camerun                                                                | 0 – 0 dts (11 – 12 dtr)                                                | Costa d'Avorio                                                         | Coppa d'Africa 2006 - Quarti di finale                                 | -                                                                      |                                                                        |
| 27-5-2006                                                              | Rotterdam                                                              | Paesi Bassi                                                            | 1 – 0                                                                  | Camerun                                                                | Amichevole                                                             | -                                                                      | 26’                                                                    |
| 16-8-2006                                                              | Le Petit-Quevilly                                                      | Camerun                                                                | 1 – 1                                                                  | Guinea                                                                 | Amichevole                                                             | -                                                                      |                                                                        |
| 3-6-2007                                                               | Monrovia                                                               | Liberia                                                                | 1 – 2                                                                  | Camerun                                                                | Qual. Coppa d'Africa 2008                                              | -                                                                      |                                                                        |
| 17-6-2007                                                              | Yaoundé                                                                | Camerun                                                                | 2 – 1                                                                  | Ruanda                                                                 | Qual. Coppa d'Africa 2008                                              | -                                                                      |                                                                        |
| 22-8-2007                                                              | Ōita                                                                   | Giappone                                                               | 2 – 0                                                                  | Camerun                                                                | Amichevole                                                             | -                                                                      | 53’                                                                    |
| 22-1-2008                                                              | Kumasi                                                                 | Egitto                                                                 | 4 – 2                                                                  | Camerun                                                                | Coppa d'Africa 2008 - 1º turno                                         | -                                                                      |                                                                        |
| 26-1-2008                                                              | Kumasi                                                                 | Camerun                                                                | 5 – 1                                                                  | Zambia                                                                 | Coppa d'Africa 2008 - 1º turno                                         | -                                                                      |                                                                        |
| 30-1-2008                                                              | Tamale                                                                 | Camerun                                                                | 3 – 0                                                                  | Sudan                                                                  | Coppa d'Africa 2008 - 1º turno                                         | -                                                                      | 88’                                                                    |
| 4-2-2008                                                               | Tamale                                                                 | Tunisia                                                                | 2 – 3 dts                                                              | Camerun                                                                | Coppa d'Africa 2008 - Quarti di finale                                 | -                                                                      |                                                                        |
| 7-2-2008                                                               | Accra                                                                  | Ghana                                                                  | 0 – 1                                                                  | Camerun                                                                | Coppa d'Africa 2008 - Semifinale                                       | -                                                                      | 90+1’                                                                  |
| 8-6-2008                                                               | Curepipe                                                               | Mauritius                                                              | 0 – 0                                                                  | Camerun                                                                | Qual. Mondiali 2010                                                    | 1                                                                      |                                                                        |
| 14-6-2008                                                              | Dar es Salaam                                                          | Tanzania                                                               | 0 – 0                                                                  | Camerun                                                                | Qual. Mondiali 2010                                                    | -                                                                      | 67’                                                                    |
| 21-6-2008                                                              | Yaoundé                                                                | Camerun                                                                | 2 – 1                                                                  | Tanzania                                                               | Qual. Mondiali 2010                                                    | -                                                                      |                                                                        |
| 6-9-2008                                                               | Praia                                                                  | Capo Verde                                                             | 1 – 2                                                                  | Camerun                                                                | Qual. Mondiali 2010                                                    | -                                                                      |                                                                        |
| 11-10-2008                                                             | Yaoundé                                                                | Camerun                                                                | 5 – 0                                                                  | Mauritius                                                              | Qual. Mondiali 2010                                                    | -                                                                      |                                                                        |
| 11-2-2009                                                              | Bondoufle                                                              | Camerun                                                                | 3 – 1                                                                  | Guinea                                                                 | Amichevole                                                             | -                                                                      |                                                                        |
| 28-3-2009                                                              | Accra                                                                  | Togo                                                                   | 1 – 0                                                                  | Camerun                                                                | Qual. Mondiali 2010                                                    | -                                                                      | 44’                                                                    |
| 12-8-2009                                                              | Klagenfurt am Wörthersee                                               | Austria                                                                | 0 – 2                                                                  | Camerun                                                                | Amichevole                                                             | -                                                                      | 46’                                                                    |
| 14-10-2009                                                             | Benguela                                                               | Angola                                                                 | 0 – 0                                                                  | Camerun                                                                | Amichevole                                                             | -                                                                      |                                                                        |
| 21-1-2010                                                              | Lubango                                                                | Camerun                                                                | 2 – 2                                                                  | Tunisia                                                                | Coppa d'Africa 2010 - 1º turno                                         | -                                                                      | 90’                                                                    |
| 25-1-2010                                                              | Benguela                                                               | Egitto                                                                 | 3 – 1 dts                                                              | Camerun                                                                | Coppa d'Africa 2010 - Quarti di finale                                 | -                                                                      | 106’                                                                   |
| 11-8-2010                                                              | Poznań                                                                 | Polonia                                                                | 0 – 3                                                                  | Camerun                                                                | Amichevole                                                             | -                                                                      | 65’                                                                    |
| Totale                                                                 |                                                                        | Presenze                                                               | 25                                                                     |                                                                        | Reti                                                                   | 1                                                                      |                                                                        |

## Palmarès

### Club

#### Competizioni nazionali
- Coppa di Russia: 1

Lokomotiv Mosca: 2006-2007
- Supercoppa di Russia: 1

Lokomotiv Mosca: 2005

#### Competizioni internazionali
- Coppa della CSI: 1

Lokomotiv Mosca: 2005